# Copris sodalis
Copris sodalis är en skalbaggsart som beskrevs av Walker 1858. Copris sodalis ingår i släktet Copris och familjen bladhorningar. Inga underarter finns listade i Catalogue of Life.